# Pericallia ocellifera
Pericallia ocellifera är en fjärilsart som beskrevs av Walker 1855. Pericallia ocellifera ingår i släktet Pericallia och familjen björnspinnare. Inga underarter finns listade i Catalogue of Life.